# Чикин, Александр Александрович
Александр Александрович Чикин (эст. Aleksander Tšikin; 27 апреля 1915 – 30 октября 2006) — советский и эстонский тренер по лёгкой атлетике. Заслуженный тренер СССР.

## Биография
Александр Чикин родился 27 апреля 1915 года в Нарве. С детства увлекался спортом. Во время Второй Мировой войны служил в пехоте. Тогда же начал систематические тренировки. В 1944 году он принимал участие в чемпионате СССР по лёгкой атлетике, занял 2-е место на дистанции 800 м и 3-е на дистанции 400 м. В 1947—1949 годах трижды становился чемпионом Эстонии на дистанциях 400 и 800 метров. 14 раз выступал составе сборной Эстонии, установил несколько рекордов Эстонии.
Окончил Таллиннский техникум физической культуры, а в 1952 году — Ленинградский институт им. Лесгафта. Стал работать тренером по лёгкой атлетике. В этом качестве побывал на шести Олимпийских играх. Среди его воспитанников Владимир Куц, Март Вильт, Тыну Каукис, Тыну Лепик, Павел Рамбак, Велло Луми, Райво Мяги, Мати Уусмаа, Эндель Пярн, Марко Метсала, Эллен Кюльванд.
Александр Чикин продолжал работать тренером до последних дней своей жизни. Он умер в Таллине 30 октября 2006 года. В 2015 году к столетию со дня рождения тренера на его доме в Таллине (ул. Валгусе 10А) была установлена мемориальная доска.

## Награды
- Почётный член спортивного общества «Калев» (1964)[1]
- Заслуженный тренер СССР (1965)[1]
- Почётный житель Таллина (1997)[1]
- Орден Белой звезды (1997)[1]